# Rafaėl' Čimiškjan
Rafaėl' Arkad'evič Čimiškjan (in georgiano რაფაელ არკადიევიჩ ჩიმიშკიანი?, in russo Рафаэль Аркадьевич Чимишкян?; trasl. angl.: Rafael Chimishkyan; Tbilisi, 23 marzo 1929 – 25 settembre 2022) è stato un sollevatore sovietico di origine georgiana, che ha gareggiato per l'ex Unione Sovietica principalmente nella categoria dei pesi piuma (fino a 60 kg), laureandosi campione olimpico, mondiale ed europeo.

## Biografia
Čimiškjan iniziò a praticare il sollevamento pesi nel 1946. Inizialmente, cominciò a gareggiare nella categoria dei pesi gallo (fino a 56 kg.). In questa categoria nel 1950 vinse la medaglia d'argento ai campionati mondiali di Parigi, valevoli anche come campionati europei, per poi fare il salto in quella dei pesi piuma.
Divenne due volte campione del mondo (nel 1954 e nel 1955), sei volte campione europeo (1950 nei pesi gallo, 1952, 1954, 1955, 1956 e 1957) e cinque volte campione nazionale sovietico (1949 nei pesi gallo, 1951, 1954, 1955, 1960).
Čimiškjan ottenne il suo più grande successo vincendo la medaglia d'oro alle Olimpiadi di Helsinki 1952. Questa competizione olimpica era valida anche come campionato europeo. Fu il secondo sollevatore sovietico della storia a diventare campione olimpico, subito dopo Ivan Udodov.
Conquistò, inoltre, la medaglia d'argento ai Campionati mondiali del 1953, valevoli anch'essi come campionato europeo, per il quale ottenne un'altra medaglia d'argento. In quell'occasione fu battuto dal connazionale Nikolaj Saksonov, il quale giunse secondo alle precedenti Olimpiadi alle spalle di Čimiškjan.
Ha stabilito 10 record mondiali durante la sua carriera: tre nello strappo, due nello slancio e cinque nel totale.
Dopo la carriera agonistica è stato giudice internazionale di sollevamento pesi.